# Павловка (Пермский край)
Па́вловка — село в Чернушинском районе Пермского края. Административный центр Павловского сельского поселения.

## География
Село расположено в 7 км юго-восточнее города Чернушка на берегу реки Уварговка, левом притоке реки Козьмяшка, впадающей в реку Танып.

## Население
По данным переписи 2010 года численность населения составила 673 человека, в том числе 330 мужчин и 343 женщины.
Ранее численность населения составляла: 253 человека (1926 год), 717 человек (2002 год).

## История
Павловка известна с конца XIX века. До 1926 года входило в состав Казанчинского волисполкома Бирского кантона Башкирской АССР.
С 8 июля 1976 года до января 2006 года Павловка была центром Павловского сельсовета, а после реформы местного самоуправления с 1 января 2006 года — Павловского сельского поселения.

## Экономика
- ЦДНГ-1 ООО «Лукойл-Пермь», разрабатывающий Павловское месторождение
- ООО «Совхоз Дружный»[4]

## Социальная сфера
- общеобразовательные учреждения:[5]
  - МОУ «Павловская средняя общеобразовательная школа»
- дошкольные образовательные учреждения:[6]
  - МДОУ «Павловский детский сад»
- учреждения здравоохранения:[7]
  - Павловская амбулатория